# Jussara (Name)
Jussara ist ein weiblicher Vorname.
Bekannte Persönlichkeiten mit diesem Vornamen sind:
- Jussara Freire, brasilianische Schauspielerin
- Jussára C. Godinho, brasilianische Dichterin
- Jussara Marques (Schauspielerin)
- Jussara Marques, die erste Miss Brasil aus Goiás im Jahr 1949
- Jussara Silveira, eine brasilianische Sängerin aus Salvador da Bahia